# スクラーゼ
スクラーゼ（sucrase）とは、スクロースの1,2-グリコシド結合を加水分解する酵素である。また、ヒトなどにおいて、消化管内へと分泌される消化酵素の1つでもある。

## サッカラーゼとの比較
スクラーゼによってスクロース1分子を加水分解すると、グルコースとフルクトースが1分子ずつに変化する。ところで、サッカラーゼもまたスクロースを、グルコースとフルクトースとに加水分解することができる酵素である。しかし、スクラーゼとは異なり、サッカラーゼはスクロース以外にも何種類かの二糖類を加水分解することができる。
また、スクラーゼは、スクロースの持つグルコースとつながっているグリコシド結合を加水分解する酵素、すなわち、グルコシダーゼの1種である。これに対して、サッカラーゼは、スクロースなどが持つフルクトースを認識して、フルクトースとつながっているグリコシド結合を加水分解する酵素である。